# Lichenochora epinashii
Lichenochora epinashii är en lavart som beskrevs av Nav.-Ros. & Etayo 2001. Lichenochora epinashii ingår i släktet Lichenochora, ordningen Phyllachorales, klassen Sordariomycetes, divisionen sporsäcksvampar och riket svampar.   Inga underarter finns listade i Catalogue of Life.